# ᴝ
Cette page contient des caractères spéciaux ou non latins. S’ils s’affichent mal (▯, ?, etc.), consultez la page d’aide Unicode.
ᴝ (uniquement en minuscule), appelé u couché, est une lettre additionnelle de l’alphabet latin qui est utilisée dans l'alphabet phonétique ouralien. Elle est composée d’un u couché à 90° ‹ u ›.

## Utilisation
Dans l’alphabet phonétique ouralien, u couché ‹ ᴝ › est un symbole utilisé pour représenter une voyelle fermée postérieure à la prononciation réduite, l’u ‹ u › représentant une voyelle fermée postérieure et les voyelles culbutées (ou couchées à 90°) indiquant une prononciation réduite.

## Représentations informatiques
Le u couché peut être représenté avec les caractères Unicode (Extensions phonétiques) suivants :
| formes    | représentations | chaînes de caractères | points de code | descriptions                           |
| --------- | --------------- | --------------------- | -------------- | -------------------------------------- |
| minuscule | ᴝ               | ᴝ                     | U+1D1D         | lettre minuscule latine u couché       |
| exposant  | ᵙ               | ᵙ                     | U+1D59         | lettre modificative minuscule u couché |